# Semidalis fuelleborni
Semidalis fuelleborni is een insect uit de familie van de dwerggaasvliegen (Coniopterygidae), die tot de orde netvleugeligen (Neuroptera) behoort. 
De wetenschappelijke naam Semidalis fuelleborni is voor het eerst geldig gepubliceerd door Enderlein in 1906.